# Ching-a-Ling
Ching-a-Ling è un singolo della rapper statunitense Missy Elliott, pubblicato il 22 gennaio 2008 dalla The Goldmind Inc. e dalla Atlantic Records. La traccia proviene dalla colonna sonora del film Step Up 2 - La strada per il successo (2008) e avrebbe dovuto essere inclusa nell'album di Missy Elliott Block Party, la cui uscita prevista nel 2009 è stata poi rinviata.

## Il singolo
La traccia è stata pubblicata sul MySpace di Missy Elliott e sul suo sito ufficiale il 10 gennaio 2008. In una settimana è entrata nella classifica delle migliori canzoni R&B/Hip-Hop della Billboard. Il 22 gennaio dello stesso anno Ching-a-Ling è stata resa disponibile su iTunes come download digitale. La rivista Rolling Stone l'ha piazzata alla posizione numero 69 sulla propria classifica delle migliori canzoni del 2008.
Nella canzone si possono distinguere, in sottofondo, suoni del videogame Donkey Kong del 1981.

## Video musicale
Il video è stato diretto da Dave Meyers ed è un medley tra Ching-a-Ling e Shake Your Pom Pom, ed ha fatto parlare di sé in quanto si pensava fosse il primo video girato in 3D. In realtà il primo ad essere stato girato in 3D è stato Nastradamus di Nas del 1999. Nelle scene del video compaiono, come ospiti, i ballerini di hip-hop giapponesi U-Min conosciuti per la loro abilità a eseguire balletti slow-motion e popping. È stato girato a Los Angeles nel gennaio 2008. La stilista Misa Hylton ha curato i vestiti.
La presentazione del video è stata fatta sul programma TRL della MTV e sul programma 106 & Park della BET il 4 febbraio 2008. È stato poi pubblicato dallo iTunes store inglese prima di essere messo in onda su tutti i canali musicali inglesi.